# Movimiento Qu-
El movimiento Qu- o movimiento de Qu- es un tipo de movimiento sintáctico en el que las palabras interrogativas (llamadas palabras Qu-: quién, qué, cuándo, cuál ...) aparecen en el comienzo de una oración interrogativa. El término movimiento Qu- suele aplicarse universalmente, aun si las palabras interrogativas en una lengua dada (como, por ejemplo, en inglés) no comiencen con Qu-. En algunas lenguas germánicas se prefiere el término "movimiento wh" o "movimiento w", ya que las palabras interrogativas de origen germánico suelen comenzar con wh- o w- y los adjetivos se colocan antes del sustantivo (cf. "wh-movement"). La forma inglesa wh-, la alemana w- y la de las lenguas romances qu- tienen el mismo origen proto-indoeuropeo (la raíz kwo- o kwi).

## Movimiento Qu- en español
El español, al igual que muchas otras lenguas europeas, coloca las palabras Qu- al comienzo de una cláusula: 
| ¿Qué | devolvió | Juan? |

En este ejemplo, qué es el objeto directo del verbo devolvió, pero aparece al principio de la cláusula interrogativa. En contraste, un objeto directo normal va después del verbo:
| Juan | devolvió | el libro. |

La estructura sintáctica de estas dos oraciones puede compararse inspeccionando los siguientes árboles sintácticos:
El esquema de la derecha incorpora un sintagma complementante, cuyo especificador marca la oración como interrogativa y cuyo núcleo requiere que el verbo "ascienda" hasta esa posición por ser la oración interrogativa.